# Deutsch-Wagram
Deutsch-Wagram er en by og kommune i det østrigske forbundsland Niederösterreich cirka 15 km nordøst for hovedstaden Wien. Byen har 7.353 indbyggere pr. 1. januar 2007.

## Historie
Navnet Wagram kommer af det tyske ord Wogengrenze, der betyder en bølget grænse (modsat en lige grænse) (wac = Woge = bølge, ram/rain = Grenze = grænse). Der hentydes til landskabets form, der i retning mod syd løb langs en nu forsvundet Donauarm. Den første skriftlige kilde til navnet findes i en tiendefortegnelse fra 1258. Tilføjelsen Deutsch (tysk) fik Wagram omkring 1560 for at adskille navnet fra det enslydende Kroatisch-Wagram, som opstod efter osmannernes indtog i 1529, hvor de grundlagde byen, der i dag kaldes Wagram an der Donau.

### Grundlæggelse
Byens grundlæggelse skal formentlig findes i den tyske kolonisering i det 11. og 12. århundrede. Den første by har sandligvis været en traditionel bebyggelse omkring en grønning, som endnu findes i dag. Byens gamle bykerne har gennem århundreder haft nogenlunde samme størrelse (1258: 44 huse, 1452: 44 huse, 1590: 46 huse, 1595: 47 huse). I 1700-tallet er byen efterhånden blev udvidet fra at bestå af bønder til andre erhverv, f.eks. slagter, bager, væver etc. og antallet af huse steg frem til 1787 til 58.
Floden Rußbach flød gennem grønningen. Inden flodens regulering gik den ofte over sine breder. De tidligere indbyggere i Wagram havde derfor særlige brædder, der passede i dørrammerne, og som blev forstærket med sandsække. På trods af dette måtte de dog ofte flygte til højereliggende områder, når floden gik over sine bredder. I 1772 blev Rußbach omlagt og flyder siden sydvest for byen. Først med reguleringen af floden omkring århundredskiftet 1900 var faren fra floden dog endeligt fjernet.

### Slaget ved Wagram
Byen har sat sit navn i historien gennem Slaget ved Wagram under napoleonskrigene 1809. 180.000 soldater kæmpede her på fransk side under Napoleon og på østrigsk side under ærkehertug Karl, der havde sit hovedkvarter i det nuværende Erzherzog-Carl-Haus.

### Østrigs første dampdrevne jernbane
I 1835 bestod byen endnu kun af 73 huse, men dette skulle ændre sig med bygningen af Kaiser-Ferdinands-Nordbahn, der var den første dampdrevne jernbanestrækning i Østrig. Jernbanen er i dag en del af den østrigske nordbane. Bygningen betød, at 1.500 banearbejdere blev stationeret i byen, og med forbindelsen til Wien blev byen et yndet udflugtsmål for wienerne. Indenfor få måneder kørte 176.000 personer på den nye jernbaneforbindelse mellem Floridsdorf og Deutsch-Wagram, som blev åbnet den 23. november 1837.

### 19./20. århundrede
I 1929 var Deutsch-Wagram den største by i Moravafeltet og fik markedsrettigheder.
I maj 1945 blev der stationeret sovjetiske soldater i byen på grund af en nærliggende militærlufthavn.
Byen oplevede i tiden efter 2. verdenskrig en stor befolkningstilvækst, og med etableringen af S-bane til Wien i 1962 blev byen yderligere attraktiv for pendlere.

## Politik
Byens borgmester Friedrich Quirgst er fra ÖVP og viceborgmester Amrita Enzinger er fra Die Grünen. Byrådet består af 29 medlemmer, og efter kommunalvalget den 6. marts 2005 er byrådet sammensat af ÖVP (12), SPÖ (12), Grüne (5). Valget betød, at SPÖ måtte forlader borgmesterposten, som det havde haft uafbrudt siden 1945.

## Bygningsværker

### Pfarrkirche
Den nuværende kirke er bygget som et værnekirke, dvs. en kirke der også tjener som værn mod fjender. Den er bygget på en forhøjning og er omgivet af en beskyttelsesmur. Endnu i dag er bastionerne fra 1671 synlige. 1956-1958 blev kirken udbygget.

### Ældste banegård
Østrigs ældste endnu eksisterende banegård ligger i Deutsch-Wagram. Banegården blev renoveret i 1987, og i "arbejderventesalen" fra 1908 indrettedes efter renoveringen et jernbanemuseum.